# Jean-Guy Hudon
Pour les articles homonymes, voir Hudon.
Jean-Guy Hudon (né le 24 avril 1941 à La Pocatière) est député progressiste-conservateur, administrateur scolaire et municipal québécois.

## Biographie
Il fut élu député à la Chambre des communes dans la circonscription fédérale de Beauharnois—Salaberry lors des élections de 1984. Réélu en 1988, il ne se représenta pas en 1993. Il fut également conseiller municipal de la ville de Beauharnois (1974-1978) et maire de cette ville (1982-1984) avant de se lancer en politique fédérale.
En 2007, il se présenta comme candidat libéral dans la circonscription provinciale de Beauharnois. Il termina troisième derrière le péquiste et député sortant Serge Deslières et derrière l'adéquiste Michael Betts.
Il est le père d'Isabelle Hudon.